# NGC 6175 NED02
NGC 6175 NED02 est la galaxie elliptique australe de la paire de galaxies NGC 6175 située dans la constellation d'Hercule. Sa vitesse par rapport au fond diffus cosmologique est de 8 665 ± 6 km/s, ce qui correspond à une distance de Hubble de 127,8 ± 9,0 Mpc (∼417 millions d'al). Cette paire de galaxie a été découverte par William Herschel en 1787.
NGC 6175 NED02 une galaxie active (AGN). NGC 6158 fait partie de l'amas de galaxies Abell 2199.